# Pangtenga
Pangtenga, également appelé Passantenga, est une localité située dans le département de Bagaré de la province du Passoré dans la région Nord au Burkina Faso.

## Géographie
Pangtenga est situé à 7 km au nord-est de Zougo, à 12 km au sud-est de Bagaré, le chef-lieu du département, et à environ 55 km à l'ouest du centre de Yako.

## Santé et éducation
Le centre de soins le plus proche de Pangtenga est le centre de santé et de promotion sociale (CSPS) de Zougo tandis que le centre médical avec antenne chirurgicale (CMA) de la province se trouve à Yako.